# Afon Teifi
Afon Teifi är ett vattendrag i Storbritannien.   Det ligger i riksdelen Wales, i den södra delen av landet, 300 km väster om huvudstaden London. Arean är 778 kvadratkilometer.